# Dżabila Faukani
Dżabila Faukani (arab. جبيلة فوقاني) – wieś w Syrii, w muhafazie Aleppo, w dystrykcie Ajn al-Arab. W 2004 roku liczyła 175 mieszkańców.